# Оганаван
Оганаван (вірм. Օհանավան) — село в марзі Арагацотн, на заході Вірменії. Село розташоване на правому березі річки Касах, на ділянці Аштарак — Апаран траси Єреван — Спітак. Село розташоване за 6 км на північ від міста Аштарак, за 31 км на південь від міста Апаран, за 1 км на схід від села Уши, 1 км на північ від села Карбі та 5 км на південь від села Арташаван.
Оганаван був заснований емігрантами з Мушу у 1928 р. Поруч з селом розташований монастир Оганаванк. Вартість проїзду у автобусі до Єревана становить 350 драм.